# Татыр-Узяк
Таты́р-Узя́к (баш. Татырүҙәк) — село в Хайбуллинском районе Башкортостана, центр Татыр-Узякского сельсовета. Согласно переписи 2020 года население составляло 1006 человек.
Село с 2005 года.

## Географическое положение
Расстояние до:
- районного центра (Акъяр): 15 км,

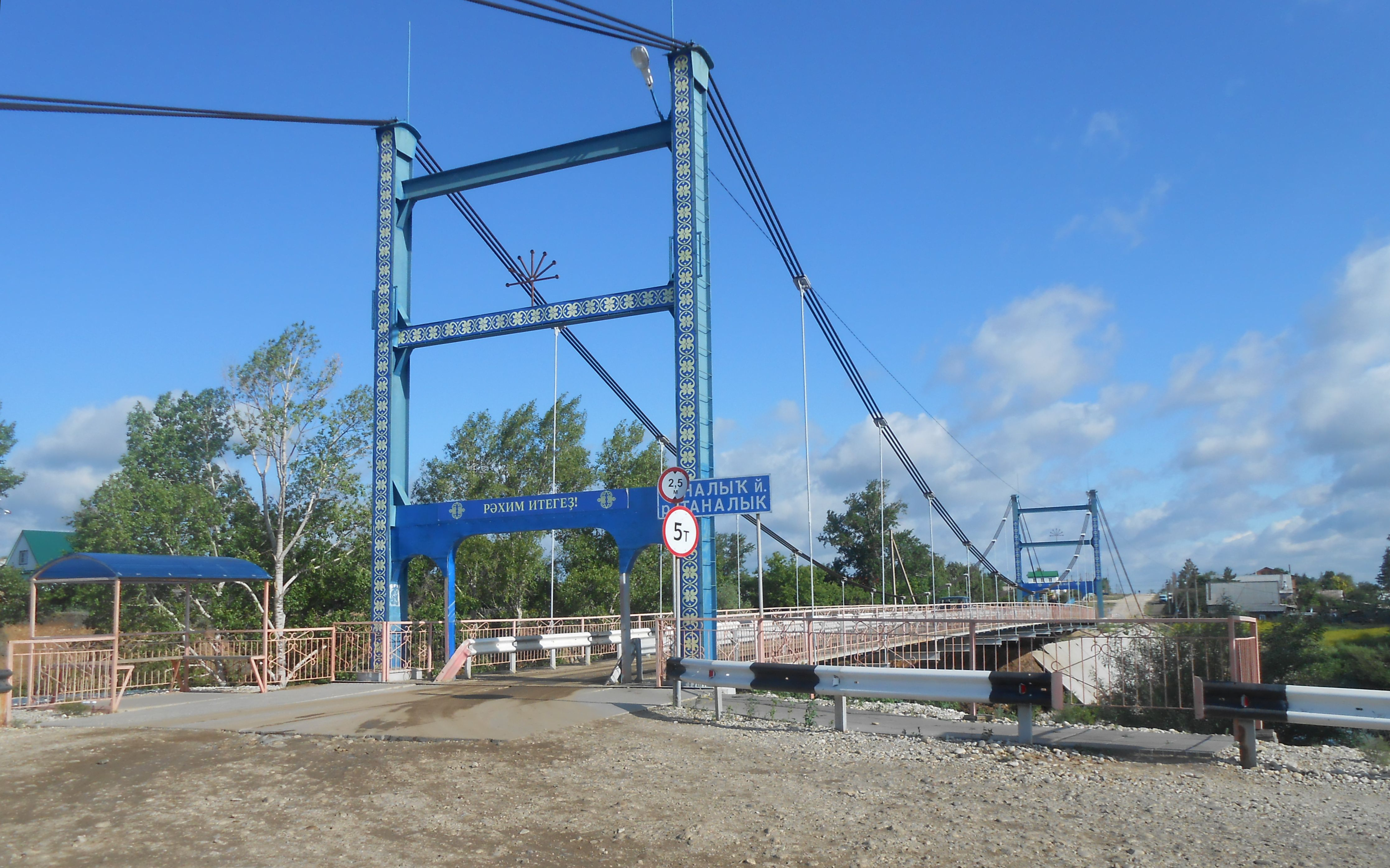
Мост между Татыр-Узяком и Бурибаем через реку Таналык

- ближайшей ж/д станции (Сара): 73 км.

## История
Название восходит к именованию местности Татырүҙәк (татыр ‘горькая, соленая’ и үҙәк ‘ложбина’).
Основано в начале 1930-х годов в связи с организацией Акъярского совхоза, как посёлок Центральной усадьбы совхоза.
В 1960 году указом Президиума Верховного Совета РСФСР поселок центральной усадьбы Акъярского совхоза переименован в Татыр-Узяк.
Статус село посёлком приобретён согласно Закону Республики Башкортостан от 20 июля 2005 года N 211-з «О внесении изменений в административно-территориальное устройство Республики Башкортостан в связи с образованием, объединением, упразднением и изменением статуса населенных пунктов, переносом административных центров»

ст. 5. Изменить статус следующих населенных пунктов, установив тип поселения — село:

32) в Хайбуллинском районе:

а) поселка Садовый Акъярского сельсовета;

б) поселка Степной Степного сельсовета;

в) поселка Татыр-Узяк Татыр-Узякского сельсовета;

г) поселка Уфимский Уфимского сельсовета;

д) поселка Целинное Целинного сельсовета;

е) деревни Байгускарово Байгускаровского сельсовета

## Население
| 2002 | 2010  |
| ---- | ----- |
| 1131 | ↗1146 |

Национальный состав
Согласно переписи 2002 года, преобладающие национальности — башкиры (56 %), русские (40 %).

## Инфраструктура
ООО «Восход», средняя школа, детский сад, фельдшерско-акушерский пункт.

## Религия
В селе есть мечеть.